# Krommenie

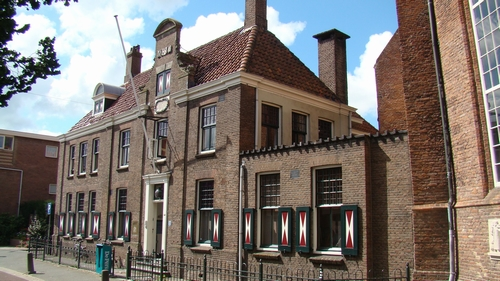
Rathaus von Krommenie

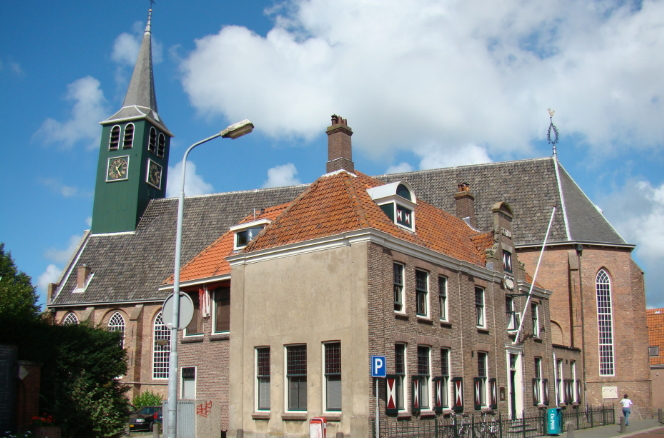
Nikolaus-Kirche in Krommenie

Krommenie ist ein Dorf in der Gemeinde Zaanstad, Provinz Nordholland (Niederlande). Das Dorf hat einen Bahnanschluss über den Bahnhof Krommenie-Assendelft.

## Name
Der Name Krommenie wurde erstmals am Ende des 13. Jahrhunderts verwendet. Der Name wird abgeleitet von Crommenye, einem Gewässer zwischen dem Wijkermeer und Langmeer.

## Geschichte
Krommenie war während des  Goldenen Zeitalters ein wichtiges Zentrum der Segeltuchweberei in den Niederlanden. Die Qualität des niederländischen Segeltuchs von Krommenie war international bekannt.
1974 verlor Krommenie den Status einer eigenständigen Gemeinde und wurde Teil der Gemeinde Zaanstad.
Das Dorf feierte im Jahr 2001 sein 750-jähriges Bestehen.

## Sehenswürdigkeiten
Bei Krommenie befindet sich das Fort bij Krommeniedijk, eine historische Verteidigungsstellung aus dem Verteidigungsring um Amsterdam. Dieser Verteidigungsring von Amsterdam wurde 1996 von der UNESCO auf die Liste des Welterbes gesetzt.
In und bei Krommenie befinden sich 25 nationale Monumente (Rijksmonumenten).
Im Herbst 2014 wurde ein 70 Meter langer Fahrradweg mit integrierter Photovoltaikanlage gebaut (SolaRoad). Der Fahrradweg soll bis 2016 auf 100 Meter erweitert werden und dann genug Energie produzieren, um bis zu drei Haushalte zu versorgen. Die Bilanz der Energiegewinnung 2015 war lt. Betreiber sehr positiv.

## Söhne und Töchter der Gemeinde
In Krommenie geboren wurden:
- Aafje Heynis (Sängerin);
- Wim Hulst (Autor)
- Frits Jansma (Dichterin)